# Pavocosa
Genre
Pavocosa est un genre d'araignées aranéomorphes de la famille des Lycosidae.

## Distribution
Les espèces de ce genre se rencontrent au Brésil, en Argentine, en Thaïlande et aux îles Carolines.

## Liste des espèces
Selon World Spider Catalog (version 17.0, 19/04/2016) :
- Pavocosa feisica (Strand, 1915)
- Pavocosa gallopavo (Mello-Leitão, 1941)
- Pavocosa herteli (Mello-Leitão, 1947)
- Pavocosa langei (Mello-Leitão, 1947)
- Pavocosa siamensis (Giebel, 1863)

## Publication originale
- Roewer, 1960 : Araneae Lycosaeformia II (Lycosidae). Exploration du Parc National de l'Upemba Mission G.F. de Witte, vol. 55, p. 519-1040.